# Shaun Teale
Shaun Teale (Southport, 10 maart 1964) is een Engels voormalig voetballer die als centrale verdediger zijn grootste succes bij Aston Villa beleefde. Hij won de League Cup met Aston Villa in 1994. Teale speelde voor twaalf clubs gedurende zijn carrière, die hij beëindigde in 2004.   

## Clubcarrière
Teale stond bekend om een typerende snor en begon zijn loopbaan bij Southport, de club uit zijn geboortestad. Na vijf seizoenen trok hij naar Weymouth in 1988, waarvoor zijn latere teamgenoot Andy Townsend uitkwam in het seizoen 1984/1985. In de zomer van 1989 verhuisde Teale naar AFC Bournemouth voor een bedrag van £ 50.000. 
Na drie seizoenen klopte Aston Villa FC aan voor de centrale verdediger. Met de club uit Birmingham eindigde hij als tweede in het inaugurele seizoen van de Premier League, achter het Manchester United van spelers als Ryan Giggs en Éric Cantona. Teale won de League Cup met Villa door in de finale van 1994 na een spannend slot Manchester United te verslaan met 3-1. Een sterk middenveld, met spelers als Andy Townsend en aanvoerder Kevin Richardson, werd geprezen. Richardson werd verkozen tot man van de wedstrijd, hoewel aanvaller Dean Saunders twee keer scoorde. Teale speelde de volledige wedstrijd naast Paul McGrath centraal in de verdediging. 
Tijdens het seizoen 1994/1995 verloor Teale zijn basisplaats aan Ugo Ehiogu, waarop hij begon aan een tocht door Engeland, Schotland en zelfs China. Teale was basisspeler bij Tranmere Rovers, totdat de centrale verdediger ook bij deze club naar het achterplan verdween. Hij speelde twee seizoenen bij de Schotse eersteklasser Motherwell, waar hij tot 47 competitiewedstrijden en vier doelpunten kwam. 
Een 40-jarige Teale beëindigde zijn loopbaan in 2004, op amateurniveau bij Northwich Victoria. 

## Later leven
Teale werd na zijn actieve loopbaan trainer in de Engelse amateurreeksen. Hij was ook een tijd cafébaas in het stadje Burscough. Teale's pub heette "Farmer's Arms".

## Erelijst
| Competitie  |             |             |
| Competitie  | Aantal      | Jaren       |
| Aston Villa | Aston Villa | Aston Villa |
| ----------- | ----------- | ----------- |
| League Cup  | 1×          | 1993/94     |